# WISE 1049-5319
WISE 1049-5319 (Luhman 16) – układ podwójny złożony z dwóch brązowych karłów położony w gwiazdozbiorze Żagla i oddalony o około 6,5 lat świetlnych od Ziemi. Jest to po alfa Centauri i Gwieździe Barnarda, trzeci pod względem odległości od Układu Słonecznego i najbliższy układ gwiezdny odkryty od 1916, kiedy została odkryta Gwiazda Barnarda.

## Nazwa

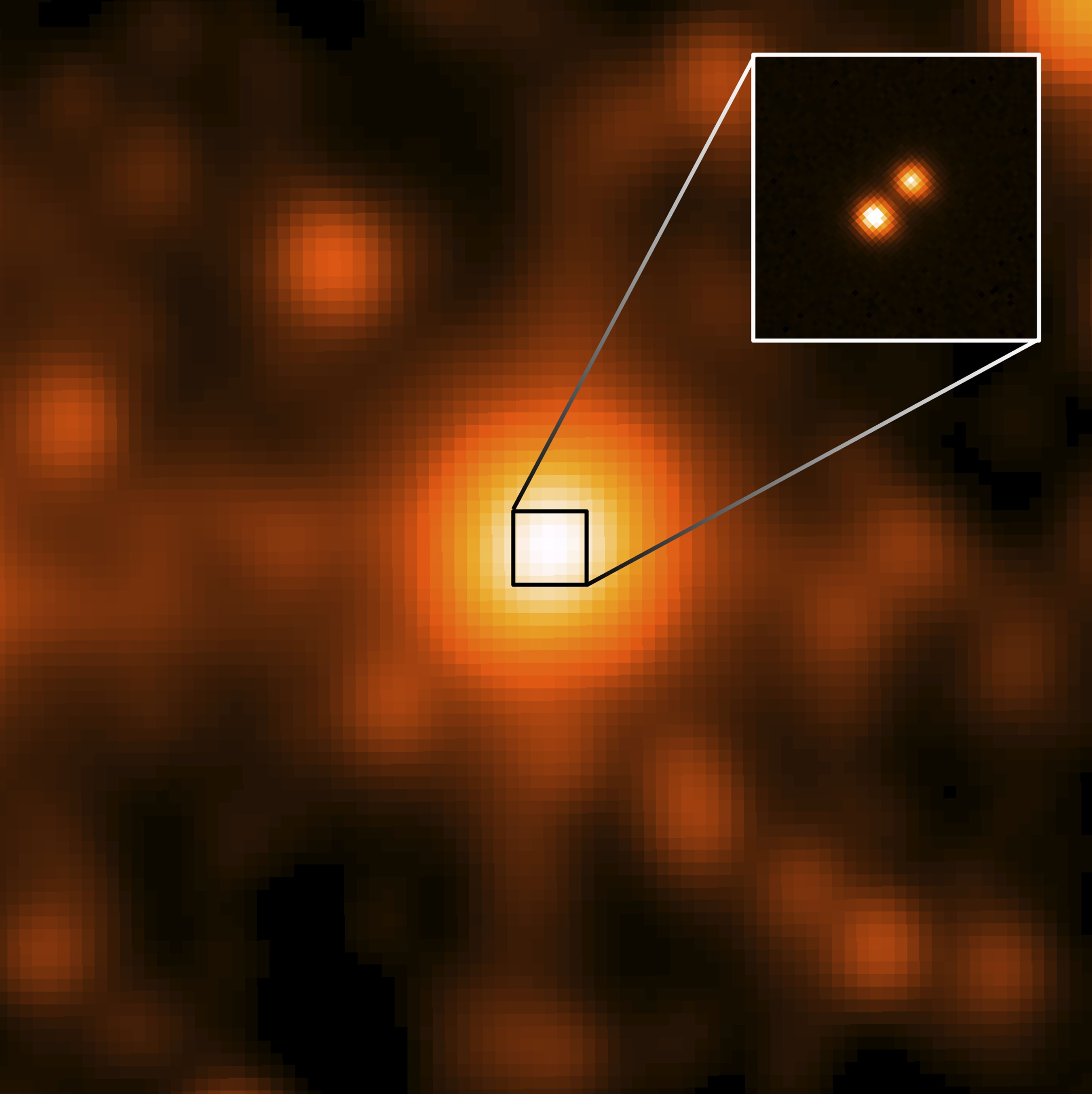
Zdjęcia układu z teleskopu WISE oraz Obserwatorium Gemini (środkowy obszar, na którym widać wyraźnie oba składniki)

Akronim „WISE” pochodzi od nazwy programu Wide-field Infrared Survey Explorer, w ramach którego układ został odkryty. Liczby po akronimie oznaczają współrzędne astronomiczne określające, gdzie znajdują się te ciała niebieskie. Układ określany jest nieformalnie jako Luhman 16 lub Luhman 16AB, co podkreśla, że jest to układ podwójny.

## Odkrycie
Odkrywcą układu jest Kevin Luhman z Pennsylvania State University. Luhman zwrócił uwagę na duży ruch własny obiektu, co zasugerowało, że znajduje się blisko Układu Słonecznego, co z kolei potwierdził pomiar paralaksy. Dodatkowe obserwacje wykonane z Obserwatorium Gemini pozwoliły rozpoznać, że WISE 1049-5319 jest obiektem podwójnym. Luhman odkrył także, że obiekt był już sfotografowany wcześniej przez inne teleskopy. Najwcześniejsze znane zdjęcia układu pochodzą z 1978.

## Charakterystyka systemu

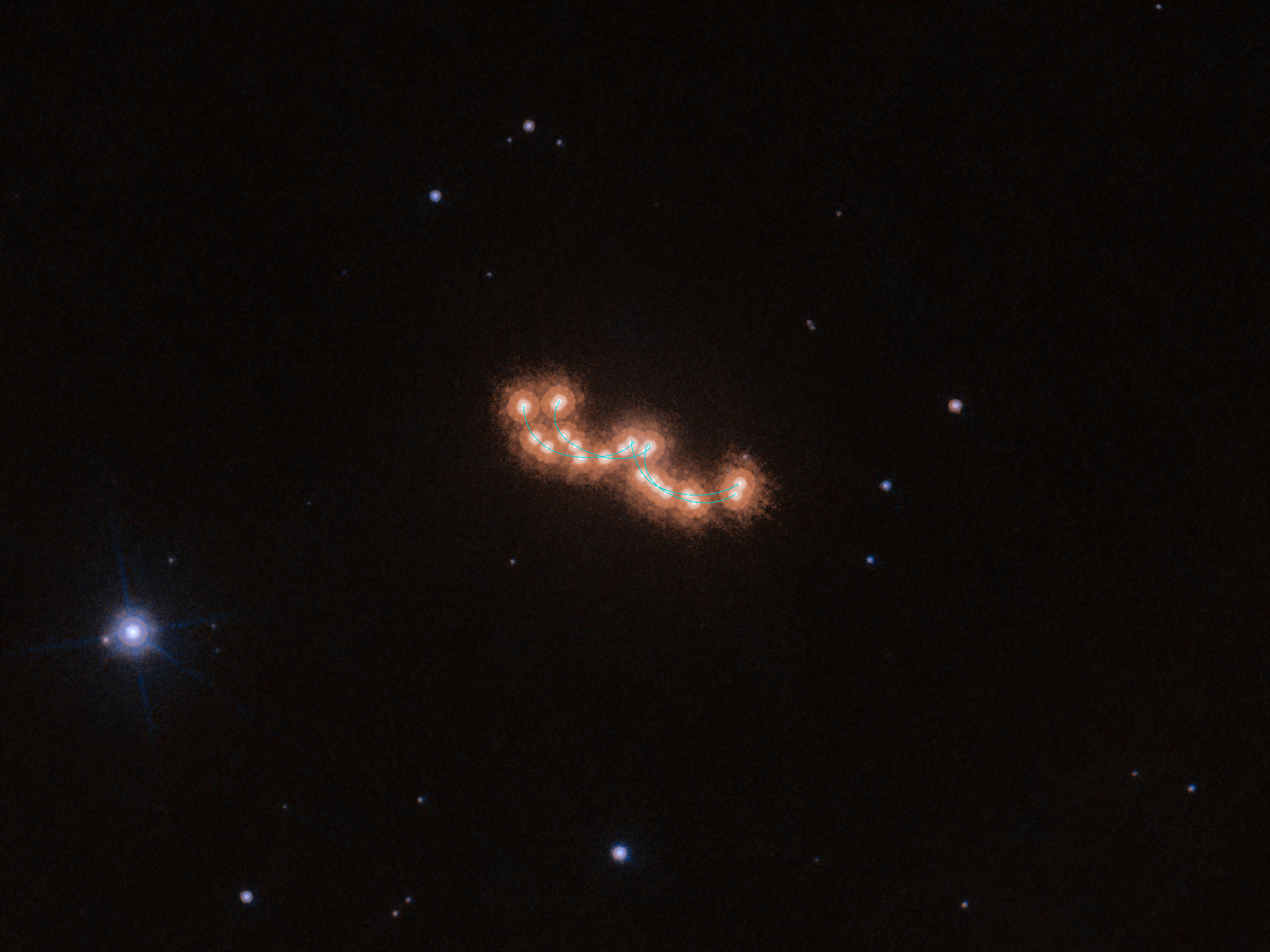
Ruch pary karłów na niebie, obserwowany w okresie trzech lat

Na system składają się dwa brązowe karły oddalone od siebie o około trzy jednostki astronomiczne. Większy z karłów, składnik A, należy do typu widmowego L, a mniejszy, składnik B, należy do typu T. Okres orbitalny karłów wynosi około 25 lat, dzieli je 3,12 ± 0,25 au. Układ ma paralaksę 0,495″ ± 0,005″, co odpowiada odległości (2,020 ± 0,019) parseka.
Wstępne obserwacje systemu wskazywały na występowanie małych zaburzeń ruchu brązowych karłów, które sugerowały obecność trzeciego ciała w układzie – przypuszczalnie planety. Jednak późniejsze, bardziej precyzyjne obserwacje w dłuższym okresie wykluczyły jego obecność.

## Atmosfera

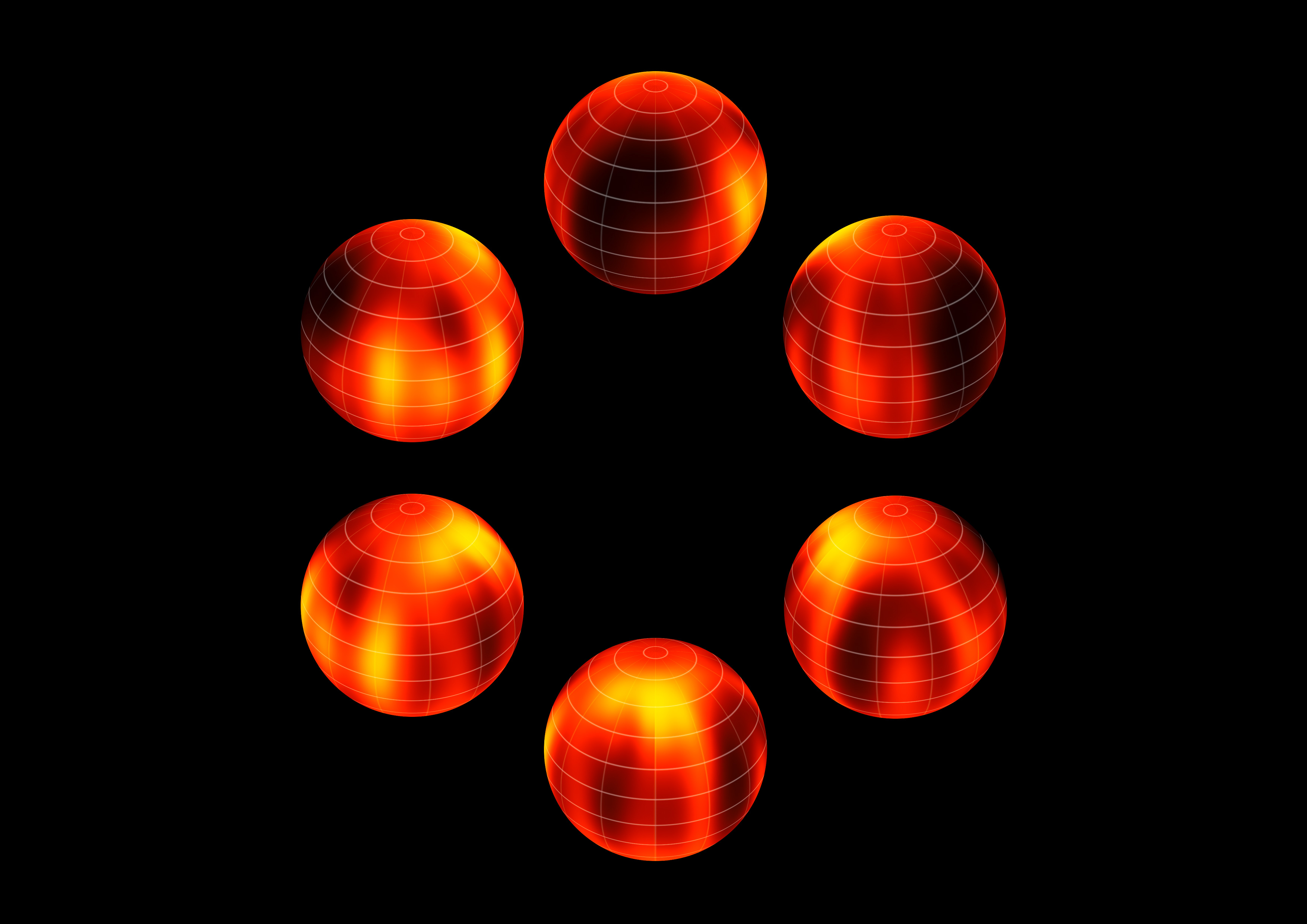
Obrazy widzialnej powierzchni składnika B w odstępach co ok. 0,8 h, licząc od dolnego obrazu w kierunku ruchu wskazówek zegara

Układ był obserwowany za pomocą Very Large Telescope należącego do ESO. Pozwoliło to powiązać zauważone uprzednio zmiany jasności składnika B z rozkładem jaśniejszych i ciemniejszych miejsc na jego obserwowanej powierzchni, ukazywanych w miarę obrotu karła wokół własnej osi. W efekcie uzyskana została pierwsza „mapa pogody” dla brązowego karła.